# Гогоури
Гогоури (груз. გოგოური) — село в Грузии, на территории Чохатаурского муниципалитета края (мхаре) Гурия.

## География
Село находится в западной части Грузии, к югу от реки Хевисцкали, на расстоянии приблизительно 10 километров (по прямой) к востоко-северо-востоку от посёлка городского типа Чохатаури, административного центра муниципалитета. Абсолютная высота — 259 метров над уровнем моря.

## Население
По результатам официальной переписи населения 2014 года, в Гогоури проживало 50 человек (25 мужчин и 25 женщин). В национальной структуре населения грузины составляли 100 %.
| Год  | Население, человек |
| ---- | ------------------ |
| 2002 | 71                 |
| 2014 | ↘ 50               |